# Geert Arend Roorda
Geert Arend Roorda (Heerenveen, 2 maart 1988) is een Nederlands voormalig voetballer die als middenvelder speelde.

## Clubcarrière

### sc Heerenveen
De middenvelder begon bij amateurclub VV Noordbergum, maar loopt al sinds zijn achtste rond in het Abe Lenstra Stadion. Als tweedejaars D liep hij bij de C's rond en als tweedejaars C bij de B's. Hij liep altijd een jaar voor.
Op 19-jarige leeftijd heeft Roorda zijn havo afgemaakt (hij combineerde school en voetbal met een aangepast rooster) en kon zich hierna weer helemaal op Sc Heerenveen richten. Sinds het seizoen 2007/08 zat hij bij de eerste selectie nadat hij indruk maakte in de voorbereiding. Hij scoorde bijvoorbeeld een mooie vrije trap tegen Sivasspor.
Op 9 januari 2008 verlengde Roorda zijn contract, dat zomer af zou lopen, tot medio 2012. In het oorspronkelijke contract stond een optie waarmee de club de middenvelder tot 2010 aan zich kon binden. Tijdens de contractbesprekingen werd echter duidelijk dat beide partijen een langer overeenkomst wel zagen zitten.

### Verhuur aan Excelsior
Eind 2010 liep Roorda stage bij het Deense Esbjerg fB. De Denen waren overtuigd van de kwaliteiten van de middenvelder. Echter kwam het niet tot een verhuur. Op 31 januari 2011 werd in de avond bekendgemaakt dat Roorda voor de rest van het seizoen aan Excelsior verhuurd werd. Hij debuteerde voor de Kralingers op 5 februari 2011 in het thuisduel tegen AZ, dat met 2-1 gewonnen werd. In de wedstrijd tegen Willem II maakte hij zijn eerste doelpunten door op Woudestein twee van de vier treffers voor zijn rekening te nemen. Op 2 april keerde Roorda even terug op bekende grond toen hij het met Excelsior opnam tegen zijn werkgever sc Heerenveen. De middenvelder bezorgde de Rotterdammers met twee treffers in de tweede helft de eerste overwinning in het Abe Lenstra Stadion. Hij wist met Excelsior zeer gemakkelijk in de eredivisie te blijven. In de beslissende ronde van de play-off versloegen ze Helmond Sport met een totaalscore van 9-3. Dit half jaar speelde hij zo goed dat FC Utrecht en N.E.C. belangstelling voor hem toonden.

### NEC en Sparta
Op 26 april 2012 werd bekend dat Roorda Heerenveen verliet. N.E.C. was vanaf het seizoen 2012/2013 zijn nieuwe club. Hij tekende een contract tot medio 2014, met een optie voor een extra jaar. Bij N.E.C. kwam hij weinig aan spelen toe en op 30 januari 2014 maakte hij transfervrij de overstap naar Sparta Rotterdam, dan actief in de Eerste divisie. Hiervoor speelde hij zeven competitiewedstrijden, waarna hij een blessure aan zijn achillespees opliep. Dit betekende het einde van het seizoen 2013/14 en ook het seizoen 2014/15 ging aan hem voorbij.

### Einde profloopbaan
Na zijn revalidatieperiode en een tijd trainen om fit te raken, tekende Roorda in juli 2015 een contract tot medio 2016 bij FC Dordrecht. Dat was op dat moment net gedegradeerd naar de Eerste divisie. In 2016 speelde Roorda voor Richmond SC in de regionale Victorian Premier League in Australië. In november van dat jaar sloot hij aan bij Hoofdklasser Flevo Boys. In juli 2017 zette Roorda een punt achter zijn loopbaan.

## Clubstatistieken
| Seizoen | Club             | Competitie               | Competitie | Competitie | Beker | Beker | Overig | Overig | Totaal | Totaal |
| Seizoen | Club             | Competitie               | Wed.       | Dlp.       | Wed.  | Dlp.  | Wed.   | Dlp.   | Wed.   | Dlp.   |
| ------- | ---------------- | ------------------------ | ---------- | ---------- | ----- | ----- | ------ | ------ | ------ | ------ |
| 2007/08 | sc Heerenveen    | Eredivisie               | 22         | 2          | 1     | 0     | 5      | 0      | 28     | 2      |
| 2008/09 | sc Heerenveen    | Eredivisie               | 4          | 0          | 2     | 0     | 0      | 0      | 6      | 0      |
| 2009/10 | sc Heerenveen    | Eredivisie               | 5          | 0          | 0     | 0     | 0      | 0      | 5      | 0      |
| 2010/11 | sc Heerenveen    | Eredivisie               | 4          | 0          | 1     | 0     | 0      | 0      | 5      | 0      |
| 2010/11 | → Excelsior      | Eredivisie               | 13         | 8          | 0     | 0     | 2      | 1      | 15     | 9      |
| 2011/12 | sc Heerenveen    | Eredivisie               | 12         | 0          | 2     | 0     | 0      | 0      | 14     | 0      |
| 2012/13 | N.E.C.           | Eredivisie               | 14         | 1          | 1     | 0     | 0      | 0      | 15     | 1      |
| 2013/14 | N.E.C.           | Eredivisie               | 0          | 0          | 1     | 0     | 0      | 0      | 1      | 0      |
| 2013/14 | Sparta Rotterdam | Jupiler League           | 7          | 0          | 0     | 0     | 0      | 0      | 7      | 0      |
| 2015/16 | FC Dordrecht     | Jupiler League           | 14         | 2          | 1     | 0     | 0      | 0      | 15     | 2      |
| 2016    | Richmond SC      | Victorian Premier League | 19         | 2          | 0     | 0     | 0      | 0      | 19     | 2      |
| Totaal  | Totaal           | Totaal                   | 114        | 15         | 9     | 0     | 7      | 1      | 130    | 16     |

## Internationaal
Hij speelde voor Oranje -17 en Oranje -19. Vele blessures in zijn nog jonge loopbaan (bovenbeen, enkel, heup en beide knieën), waarvan de zwaarste een afgescheurde knieband was die hem tien maanden aan de kant hield, hebben hem het WK (met Oranje -18) gekost.
In oktober 2004 werd Roorda voor het eerst opgenomen. Daarna speelde hij twee interlands, tegen Armenië en Turkije. Tegen die laatste ploeg, in een EK-kwalificatieduel, scoorde hij het beslissende doelpunt. Als gevolg van een heupblessure moest hij het EK in Italië missen. Eind september 2005 vertrok Roorda met zijn ploeg Oranje -17 naar het wereldkampioenschap in Peru. De ploeg van bondscoach Ruud Kaiser verloor in de halve finale van Mexico (0-4) maar revancheerde zich door het brons te veroveren tegen Turkije (2-1). Roorda kreeg slechts 75 minuten speeltijd en speelde in de verdediging, het middenveld en de spits.
Roorda werd in 2007 voor het eerst opgeroepen voor Jong Oranje.

## Erelijst
sc Heerenveen
- KNVB beker

2009